# 若當 (阿克里州)
09°26′02″S 71°53′02″W / 9.43389°S 71.88389°W

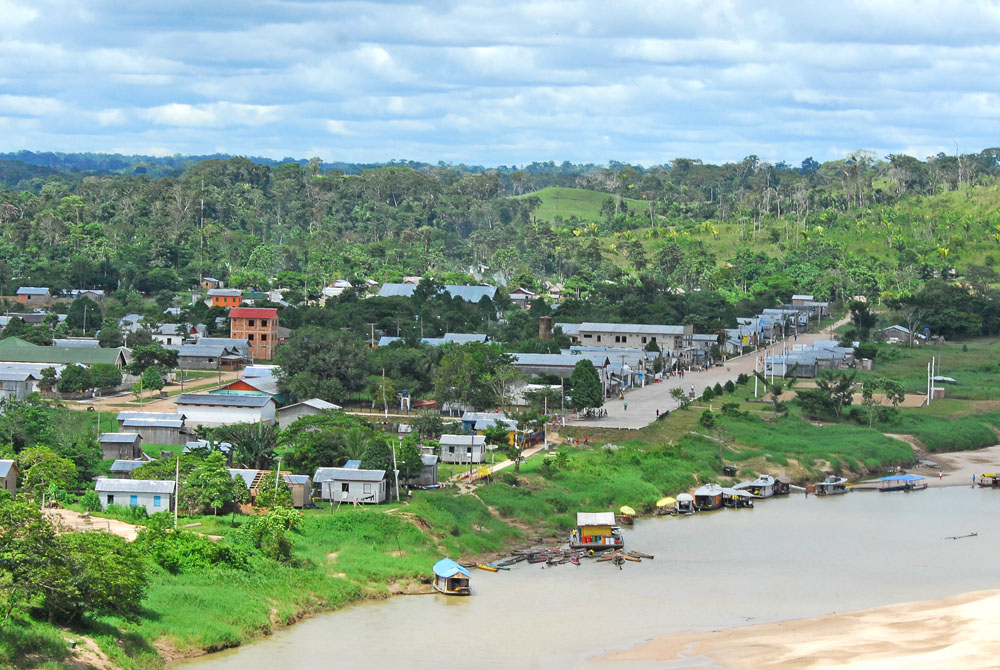
若當

若當（葡萄牙語：Jordão），是巴西的城鎮，位於該國西北部，由阿克里州負責管轄，始建於1992年4月28日，面積5,429平方公里，海拔高度278米，2014年人口7,330，人口密度每平方公里1.35人。